# Lawrence Gonzi
Lawrence Gonzi (født 1. juli 1953) var Maltas 12. statsminister og finansminister. Han er også det regerende nationalistpartis (Partit Nazzjonalista) leder. Han blev statsminister den 23. marts 2004, hvor han afløste Eddie Fenech Adami, som fik posten som præsident. Gonzi var statsminister frem til 2013.
- Wikimedia Commons har flere filer relateret til Lawrence Gonzi